# Поничка
Поничката е популярна тестена закуска, представляваща пържено тесто, на което е придадена кръгла форма.
След като тестото се изпържи в маслена баня, докато придобие златисто кафяв цвят, поничките се напълват обикновено с крем, мармалад, конфитюр или шоколад.

## Казанлъшки понички
В България са много популярни така наречените „казанлъшки понички“, които представляват малки понички (пръстени) без крем, но поръсени с пудра захар. Те наподобявят купешките мекици, които обикновено също са поръсвани с пудра захар.

## Регионални различия

### САЩ
В САЩ поничката е известна като „донат“ или „донът“ (на английски: doughnut). Всяка година първият петък на юни се празнува от американците като „ден на поничката“.

### Филипини
Местните понички, продавани от търговци и улични търговци от Филипините, обикновено са изработени от добре месено тесто, пържат се в рафинирано кокосово масло и се поръсват със захар (под формата на прах или пудра). Поничките са популярни за закуска.

### Румъния
В Румъния понички се наричат „гогоши“ (на румънски: gogoașă). Обикновено те се пържат в олио, като палачинка, и са пълни с шоколад, конфитюр, сирене и други комбинации. Те могат да бъдат покрити с пудра захар.

### Мексико
Мексиканските donas са подобни на понички. Donas е сладкиш с пържено тесто, често са покрити със захар и канела, бяла захар или шоколад.